# Leen de Groot
Leen de Groot (* 16. April 1946 in Utrecht) ist ein ehemaliger niederländischer Radrennfahrer.

## Sportliche Laufbahn
Leen de Groot war im Straßenradsport aktiv. Er gewann in seiner Karriere als Amateur unter anderem 1966 die Ronde van Tongelo und die Ronde van Midden-Nederland, 1967 die Profronde van Drenthe und die Ronde van Midden-Nederland (mit zwei Etappensiegen) und 1968 die Olympia’s Tour mit einem Etappensieg. Zweiter wurde De Groot 1966 in der Acht van Chaam hinter Marinus Wagtmans.
Mit der Nationalmannschaft bestritt er die Tour of Scotland und die Österreich-Rundfahrt. 1969 fuhr er eine Saison als Berufsfahrer. Er gewann einige Kriterien, bedeutendere Erfolge blieben aber aus.